# Samuel Kuffour
Samuel Osei „Sammy“ Kuffour (* 3. September 1976 in Kumasi) ist ein ehemaliger ghanaischer Fußballspieler. Er spielte meist als Innenverteidiger, wurde von Zeit zu Zeit jedoch auch als rechter Außenverteidiger eingesetzt. Seine größten Erfolge hatte er mit dem FC Bayern München, mit dem er unter anderem einmal die Champions League und mehrmals die Deutsche Meisterschaft und den DFB-Pokal gewann.

## Vereine
Kuffour spielte vom siebten bis vierzehnten Lebensjahr beim Fußballverein Fantomas Kumasi in seiner Geburtsstadt und wechselte 1990 zum Lokalrivalen King Faisal Babes. 1991 bekam er die Chance, ins Ausland zu wechseln und schloss sich der Jugendabteilung des FC Turin an. Dort spielte er zwei Jahre, bis der FC Bayern München ihn verpflichtete. Von 1993 bis 2005 spielte er beim deutschen Rekordmeister, ab 1994 in der ersten Mannschaft. Am 29. Oktober 1994 debütierte Kuffour beim 2:2 im Heimspiel gegen den VfB Stuttgart, gegen den er am 15. Oktober 1997 mit dem Treffer zum 3:3 auch sein erstes Bundesligator erzielte. Im Nachhinein bezeichnete Kuffour den frühen Weggang aus der Heimat als schweren Schritt. Kurz vor der Rückrunde 1995/96 wurde er bis zum Saisonende an den Zweitligisten 1. FC Nürnberg ausgeliehen. Im Januar 2001 zeigte der FC Barcelona großes Interesse am damals 24-jährigen, Bayern-Manager Uli Hoeneß bezeichnete den Ghanaer aber als „unverkäuflich“.
Mit dem FC Bayern errang Kuffour seine größten Erfolge: Er verlor noch 1999 das Champions-League-Finale gegen Manchester United, gewann dieses aber 2001 in Mailand gegen den FC Valencia. Im folgenden Spiel um den Weltpokal gegen das Pendant aus Südamerika, die Boca Juniors, trug Kuffour mit seinem Treffer zum 1:0 nach Verlängerung zum Titelgewinn bei.
Darüber hinaus gewann er sechs deutsche Meisterschaften, viermal den DFB-Pokal und fünfmal den Ligapokal. In 175 Bundesligaspielen traf der Ghanaer siebenmal ins gegnerische Tor. 
Im Januar 2003 ertrank seine erst 15 Monate alte Tochter Godiva bei einem Badeunfall in Ghana. Kuffour erhielt Sonderurlaub, der FC Bayern organisierte eine Privatmaschine für einen Flug nach Accra.  
Nach der Verpflichtung von Lúcio im Sommer 2004 war Kuffour nur noch Innenverteidiger Nummer fünf hinter Robert Kovač, Martin Demichelis, Thomas Linke und dem brasilianischen Weltmeister. Somit zeichnete sich ein baldiger Weggang ab. Im Dezember 2004 wurde das Interesse des FC Middlesbrough an Kuffour bekannt, ein Wechsel kam allerdings nicht zustande.
Zur Saison 2005/06 wechselte Kuffour zum italienischen Erstligisten AS Rom, bei dem er einen Dreijahresvertrag erhielt. Nach einem guten Start, bei dem die Roma-Fans ihn mit der brasilianischen Ikone Aldair verglichen, ging es rasch bergab. Die Saison 2006/07 spielte Kuffour leihweise beim Ligakonkurrenten AS Livorno. Für Livorno war er letztmals im Europapokal aktiv.
Nach einem halben Jahr ohne Einsatz für die AS Rom wechselte Kuffour im Januar 2008 zum Erstligisten Ajax Amsterdam, bei dem er für den zurückgetretenen Jaap Stam vorgesehen war. Kuffour vermochte die Lücke nicht zu schließen, weswegen er Ajax nach nur zwei Einsätzen in sechs Monaten verließ. Nach einem Monat ohne Verein wurde der Wechsel zum FK Chimki in die russische Premjer Liga als fix verkündet, was sich allerdings als Zeitungsente herausstellte; daraufhin gab Kuffours Berater Giuseppe dello Russo Anfang September 2008 Kuffours Karriereende bekannt. Kuffour selbst erklärte, dass er sich nur eine Auszeit genommen habe und sich weiterhin nach einem neuen Verein umsehe. Im April 2009 unterschrieb er einen Vertrag bei Asante Kotoko, dem damaligen Meister der Ghana Premier League, bei dem er nach Ablauf der dreimonatigen Vertragslaufzeit seine Karriere endgültig beendete.
Kuffour war für seine Inkonstanz und Aussetzer bekannt. An guten Tagen war er ein Weltklasse-Verteidiger, an schlechten eine Gefahr für den Erfolg der Mannschaft.

## Nationalmannschaft
Sein erstes Spiel für Ghana bestritt Kuffour mit 17 Jahren gegen Sierra Leone. Vom 5. bis 20. März 1993 nahm er an der U-20-Weltmeisterschaft in Australien teil, absolvierte sechs Spiele bis zum Endspiel, das mit 1:2 gegen Brasilien verloren wurde und erzielte am 9. März, im zweiten Gruppenspiel (beim 2:2-Unentschieden gegen Deutschland) den 1:0-Führungstreffer und somit sein einziges Turniertor. Vom 21. August bis 4. September 1993 nahm Kuffour an der U-17-Weltmeisterschaft in Japan teil. Er absolvierte, bis auf das Viertelfinale (1:0-Sieg über Australien), alle Spiele, verlor aber das Endspiel mit 1:2 gegen Nigeria.
Mit der Olympia-Auswahlmannschaft nahm Kuffour 1992 und 1996 am olympischen Fußballturnier teil. Im ersten Turnier, im Spiel um Platz 3 (1:0-Sieg über Australien), gewann er mit der Mannschaft die Bronzemedaille. Ferner nahm er an den Afrikameisterschaften 1996, 1998, 2000 (seit 1999 Kapitän der A-Nationalmannschaft), 2002, 2006 teil, wobei der 4. Platz 1996 der bislang größte Erfolg im Nationalteam war.
Kuffour nahm auch an der Weltmeisterschaft 2006 teil, wobei ihm im ersten Gruppenspiel gegen Italien ein so schwerwiegender Fehler unterlief, dass er auf seiner Position anschließend von Illiasu Shilla verdrängt wurde. Beim Rückpass zum eigenen Torhüter gelangte der Ball unglücklich zum einschussbereiten Stürmer Vincenzo Iaquinta, der mit dem 2:0 in der 83. Minute für die Vorentscheidung seiner Mannschaft sorgte.

## Erfolge

### Verein
- Weltpokal-Sieger: 2001
- Champions-League-Sieger: 2001
- Champions-League-Finalist: 1999
- Deutscher Meister (6): 1997, 1999, 2000, 2001, 2003, 2005
- DFB-Pokal-Sieger (4): 1998, 2000, 2003, 2005
- Ligapokal-Sieger (5): 1997, 1998, 1999, 2000, 2004
- Italienischer Supercup-Sieger: 2007

### Nationalmannschaft
- U-17-Weltmeister 1991
- Zweiter der U-20-Weltmeisterschaft 1993
- Zweiter der U-17-Weltmeisterschaft 1993
- Bronzemedaille bei den Olympischen Spielen 1992

## Auszeichnungen
- Ghanas Fußballer des Jahres 1998, 1999[13], 2001
- Zweitbester Fußballer Afrikas 1999, 2001
- BBC African Footballer of the Year: 2001

## Sonstiges
- Samuel Kuffour nahm am 6. März 2005 die deutsche Staatsbürgerschaft an.
- Er war erst 14 Jahre alt, als er 1991 an der U-17-Weltmeisterschaft teilnahm.
- Mit sechs Platzverweisen (drei Rote Karten, drei gelb-rote Karten) nimmt Kuffour den dritten Rang in der Rangliste der „Spieler mit den häufigsten Platzverweisen“ in der Fußball-Bundesliga ein.
- Kuffour war zur Wahl zu „Europas Fußballer des Jahres“ 2001 nominiert und rangierte unter den „Top 30“ bei der Wahl „Afrikas beste Fußballer aller Zeiten“.[14]

## Persönliches
Kuffour ist mit Francisca verheiratet, mit der er drei Kinder hat. Seine jüngste Tochter starb 2003 bei einem Badeunglück. Kuffour lebt inzwischen in der ghanaischen Hauptstadt Accra, wo er sich um Immobilien kümmert. In seiner Freizeit spielt er immer noch Fußball mit den ehemaligen Bundesligaprofis Anthony Yeboah und Charles Akonnor.